# Hybomitra microcephala
Hybomitra microcephala är en tvåvingeart som först beskrevs av Osten Sacken 1876.  Hybomitra microcephala ingår i släktet Hybomitra och familjen bromsar. Inga underarter finns listade i Catalogue of Life.